# Майкл Велан
Майкл Велан (англ. Michael Whelan; нар. 29 червня 1950 р., Каліфорнія, США) — відомий американський художник в жанрі фантастики, що спеціалізується на ілюстрації фантастичних книг. Багаторазовий лауреат премії «Г'юго».

## Біографія

### Дитинство
Майкл народився 29 червня 1950 року в місті Калвер (Каліфорнія), в сім'ї авіакосмічного інженера, що переїжджала з місця на місце. Сам Велан зазначав, що постійна присутність поруч з космічними стартовими майданчиками, можливо, вплинула на його пристрасть до фантастики.

### Освіта
У 1965 році Майкл вступив в Rocky Mountain School of Art в Денвері. З 1968 по 1973 рік навчався на факультеті долікарської біології в San Jose State University. Там він працював на кафедрі анатомії і фізіології, отримуючи з перших рук знання людської анатомії. Він каже, що його робота була пов'язана «з завданням, кафедри анатомії, по підготовці трупів до занять, нанизуванню кісток разом, щоб зробити повний скелет, оформленню моделей частин тіла, виконанню медичних ілюстрацій і т. д.». Деякі з його університетських медичних малюнків з'явилися в журналі кісткової і суглобової хірургії. Однак, Майкл розчарувався обмеженістю творчих можливостей в медичній ілюстрації, і вирішив змінити свою спеціальність. Бажання дізнатися, як створити професійне портфоліо призвели Майкла в Art Center College of Desing в Лос-Анджелесі. Це один з провідних коледжів графічного і промислового дизайну у світі, що спеціалізується на посібниках по роботі в комерційному мистецтві професійних художників. Майкл був прийнятий як студент-другокурсник, і, у зв'язку з цим, переїхав на південь у Бербанк. Строгий прискорений курс навчання в Art Center забирав досить багато часу, і, після дев'яти місяців навчання у Майкла назріла необхідність перервати заняття, щоб мати можливість влаштуватися на повний робочий день і фінансово забезпечити своє існування.

## Творчість та кар'єра

### Становлення
У 1974 році, побачивши оголошення San Diego Comic Con про виставку конвенції, Велан виставив там свої роботи на фестивалі WorldCon. Вони мали успіх і були продані. Це додало Майклу достатньо впевненості, щоб відправити слайди своїх робіт Дональду Уоллхейму в DAW Books в Нью-Йорку. 14 серпня 1974 року Уоллхейм запропонував йому укласти контракт з видавництвом.
Бажаючи отримати точну оцінку своїх шансів, Майкл послав також кілька картин на World Science Fiction Convention у Вашингтон. Велан увійшов в арт-шоу вже як «Професійний художник», а не «Любитель», і його науково-фантастична картина OUTBOUND посіла перше місце. Його роботи побачив молодий німецький літературний агент Thomas Schluck, який зв'язався з Майклом з пропозицією купівлі права на роботу, яку він там бачив. Таким чином, перші опубліковані обкладинки Велана були на європейських книгах.
Його перша професійна операція з продажу була здійснена з Marvel Comics, яка купила декілька робіт художника прямо з портфоліо і найняв його на оформлення обкладинки. Дональд Воллхейм дав Майклу замовлення на обкладинку для «The Enchantress of world's End» Ліна Картера.
Як і багато молодих митців Нью-Йорка Майкл відвідував студію Ніла Адамса і зробив з ним кілька живописних робіт. Ніл організував інтерв'ю Майкла з видавництвом Ace Books, які також найняли його. Майкл продав деякі роботи на конвенції наукової фантастики LunaCon в Нью-Йорку, і одним з покупців був Харлан Еллісон. З цього часу Майкл Велан ніколи не залишався без замовлень. Його ранні обкладинки для DAW і Ace були різноманітні: збірники найкращих оповідань у жанрі хоррору за рік, серія книг «Сага про Елріка» Майкла Муркока, оформлення циклу Біма Пайпера «Маленький пухнастик». 1975 року Уїлан працював над обкладинками для десяти книг, вісім з DAW і два для Ace, в тому числі, для передруку Darkover ранніх романів Меріон Зіммер Бредлі.

### Зрілість
У 1976 році художник переїхав в Коннектикут, зайнявшись ілюстрацією професійно. Незабаром Велан придбав репутацію талановитого, яскравого і надійного художника, який працює для видавництв наукової фантастики і фентезі, таких, як DAW, Del Rey і Ace. Його роботи 1978 року для книг Енн Маккефрі з серії «Дракони Перна», Енн Маккефрі була в захваті від праці Майкл, заявивши, що їй «пощастило мати як ілюстратора своєї книги такого автора як Майкл Велан».. Пернский цикл в 1980 році здобув премію «Г'юго» — першу професійну премію художника. У наступні роки Майкл отримував «Г'юго» шістнадцять разів, встановивши рекорд для цієї премії. 1992 року йому був вручений Супер-Г'юго з формулюванням «Найкращому художнику за останні 50 років».
У 2009 році Майкл Велан був включений до Зали слави фантастики (Science Fiction Hall of Fame) в Сіетлі, штат Вашингтон. Велан став першим художником, який приєднався до елітного списку. Його ім'я записано поряд з такими видатними людьми як Герберт Уеллс, Мері Шеллі, Рей Бредбері, Стівен Спілберг.
На IlluXcon Майкл зустрів Джеремі Кренфорда, артдиректора Blizzard Entertainment, який запропонував Майклу зобразити Deathwing, величезну істоту зі світу Warcraft.
В останні роки Майкл рідко працює під замовлення і більше часу присвячує малюванню в своє задоволення. Серед небагатьох винятків — обкладинки для книг Брендона Сандерсона з серії «Колесо Часу»; Велан погодився взятися за серію після смерті її автора Роберта Джордана і основного ілюстратора серії Даррелла Світа.
 У 2015 році компанія Стівена Кінга опублікувала проєкт: Чотири десятиліття страху від майстра жахів, який ілюстрував Вілан, і який вийшов у St. Martin's Press. 
У вільний від замовлень час Майкл малює сюрреалістичні картини та пейзажі. Його роботи наповнені символікою, яка переходить з картини в картину і є свого роду авторським знаком. Так, ціла серія картин побудована на інтерпретації раковини равлика. Є серія символічних картин, присвячених християнським чеснотам (розсудливість, мужність, терпіння, ніжність), зображеним у вигляді жінок.

## Особисте життя
Майкл одружений з Одрі Прайс, у них двоє дітей: Алекса і Едріан. Він захоплюється музикою і східними єдиноборствами, і має чорний пояс з Кемпо. В кінці 1990-х здоров'я художника було сильно підірвано, він страждав від хвороби Лайма і раку простати. Лікарям вдалося поставити Майкла на ноги в 2000 році.

## Вибрані твори
- «Пам'ять, Скорбота і Терен» і «Інозем'я» (Otherland) Теда Вільямса,
- «Вічний Воїн» Майкла Муркока,
- «Темна Вежа» Стівена Кінга (включаючи внутрішні ілюстрації),
- «Дракони Перна» Енн Маккефрі
- «Боги Марса» Едгара Р. Берроуза
- «Хроніки холодного полум'я» Селії Фрідман,
- «Учень Вбивці» Робін Хобб
- обкладинки альбомів груп Sepultura, Meat Loaf і Некролог.

## Нагороди
- Шістнадцять Премій «Г'юго», у тому числі дванадцять як найкращому художнику (1980, 1981, 1982, 1983, 1984, 1985, 1986, 1988, 1989, 1991, 1992, 2000, 2002).
- 22 рази отримав премію «Локус» як найкращому художнику
- Спецприз «Найкращому художнику за останні 50 років».
- Премія «Балрог» як найкращому художнику (1980)
- Три Всесвітніх Премії Фентезі (1981, 1982, 1983)
- Одинадцять премій «Чеслі» (професійна премія художників-фантастів).
- Золота медаль Товариства Ілюстраторів (1997)
- Включений до Зали слави наукової фантастики (2009).

## Художні видання
- Wonderworks: Science Fiction and Fantasy Art, (1979) ISBN 0-915442-74-4
- Michael Whelan's Works of Wonder, (1988) ISBN 0-345-32679-2
- The Art of Michael Whelan: Scenes/Visions, (1993) ISBN 0-553-07447-4
- Something in My Eye, (1997) ISBN 0-929480-82-1
- Infinite Worlds: The Fantastic Visions of Science Fiction Art, Vincent Di Fate (1997), ISBN 978-0-670-87252-7